# Leon Kleinschmidt
Leon Kleinschmidt ps. „Długosz”, „Rekowski” (ur. 22 czerwca 1901 w Kaliszu Kaszubskim, zm. 21 grudnia 1966 w Pucku) – polski pedagog, działacz społeczny, szef kontrwywiadu Tajnej Organizacji Wojskowej „Gryf Pomorski”.

## Życiorys
Uczył się w szkole powszechnej w Schodnie, później w Kaliszu Kaszubskim, a następnie w Państwowym Seminarium Nauczycielskim w Kościerzynie. Pracował jako nauczyciel w powiatach starogardzkim i kartuskim. Działał w Stowarzyszeniu Chrześcijańsko-Narodowym Nauczycielstwa Szkół Powszechnych i Polskim Związku Zachodnim, w którym stał na czele komórki zajmującej się przeciwdziałaniem ekspansji gospodarstw niemieckich na Pomorzu. 24 sierpnia 1939 r. został zmobilizowany do ośrodka zapasowego w Radomiu. Brał udział w wojnie obronnej 1939 r. w szeregach Samodzielnej Grupy Operacyjnej Polesie gen. Franciszka Kleeberga. Udało mu się uniknąć niewoli niemieckiej i powrócił w rodzinne strony. Początkowo przebywał w Czersku, ale zagrożony aresztowaniem, przedostał się do Lipusza. Na początku 1940 r. zaangażował się w działalność konspiracyjną, nawiązując kontakt z oddziałem leśnym dowodzonym przez Józefa Kulasa ps. „Powała”. W połowie 1940 r. wraz z oddziałem znalazł się w Tajnej Organizacji Wojskowej „Gryf Kaszubski” i został członkiem Rady Naczelnej. Po przekształceniu TOW „Gryf Kaszubski” w TOW „Gryf Pomorski” 7 lipca 1941 r., pełnił tę samą funkcję. Następnie został szefem komórki kontrwywiadu i jednocześnie kierownikiem Wydziału Opieki Społecznej. Uczestniczył w 1942 r. w rozmowach scaleniowych z AK, m.in. 24 października w Suminach, gdzie zdołał uniknąć obławy niemieckiej. Pełnił rolę mediatora w konflikcie Józefa Dambka z komendantem naczelnym Józefem Gierszewskim, m.in. na odprawie kierownictwa na początku 1943 r. w leśniczówce Młynki doprowadził do przejściowego zażegnania sporu. Po pozbawieniu J. Gierszewskiego stanowiska komendanta naczelnego przez J. Dambka i jego zwolenników w lutym 1943 r., wycofał się z czynnej działalności w organizacji. Utrzymywał jedynie kontakty z oddziałem partyzanckim Leona Kulasa oraz Janem Szalewskim. W kwietniu 1944 r. został aresztowany przez Niemców wraz z 42 innymi czołowymi działaczami TOW „Gryf Pomorski”. Był brutalnie przesłuchiwany w gdańskiej siedzibie Gestapo. 13 maja tego roku osadzono go w obozie koncentracyjnym Stutthof, a od 2 czerwca przebywał w Mauthausen, gdzie pracował w karnej kompanii. Po wyzwoleniu obozu przez wojska amerykańskie w kwietniu 1945 r. i krótkim leczeniu, latem powrócił na Pomorze. Początkowo pracował jako podinspektor szkolny w Kartuzach, a od 1947 r. jako inspektor szkolnictwa rolnictwa i nauczyciel w szkole rolniczej w Lęborku. Był obserwowany i szykanowany przez Urząd Bezpieczeństwa oraz pozbawiony praw kombatanckich. Został zmuszony do zmiany pracy i miejsca zamieszkania, w rezultacie zamieszkał w Kłaninie, gdzie objął funkcję dyrektora Technikum Rolniczego. Zmarł 21 grudnia 1966 r., a pochowany został w Lipuszu.
Członek ZSL i ZBOWiD. Od 1950 żonaty z Ireną Kołłątaj. W 1952 urodził im się syn Antoni.
Był odznaczony m.in.: Medalem Dziesięciolecia Odzyskanej Niepodległości (1929), Medalem Zwycięstwa i Wolności 1945, Złotym Krzyżem Zasługi (1958), Krzyżem Kawalerskim Orderu Odrodzenia Polski (1966).